# 조엘 킴 부스터
조엘 킴 부스터(Joel Kim Booster, 1988년 2월 29일 ~ )는 한국계 미국인 배우, 작가, 코미디언이다.

## 출연 작품

### 영화
- 2025년 케이팝 데몬 헌터스 - 로맨스 사자, 버라이어티 쇼 진행자 1, 아이돌 진행자 역